# Херцеговац (општина)
Херцеговац је насељено место и седиште истоимене општине у Бјеловарско-билогорској жупанији, Република Хрватска.

## Историја
До територијалне реорганизације у Хрватској налазио се у саставу бивше велике општине Гарешница.

## Становништво
На попису становништва 2011. године, општина Херцеговац је имала 2.383 становника, од чега у самом Херцеговцу 1.058.

## Попис1991.
На попису становништва 1991. године, насељено место Херцеговац је имало 1.447 становника, следећег националног састава:
| Попис 1991.‍   | Попис 1991.‍  | Попис 1991.‍ | Попис 1991.‍ | Попис 1991.‍ |
| ------------- | ------------ | ----------- | ----------- | ----------- |
|               |              |             |             |             |
| Хрвати        | Хрвати       |             | 981         | 67,79%      |
| Чеси          | Чеси         |             | 327         | 22,59%      |
| Срби          | Срби         |             | 34          | 2,34%       |
| Мађари        | Мађари       |             | 18          | 1,24%       |
| Југословени   | Југословени  |             | 16          | 1,10%       |
| Италијани     | Италијани    |             | 4           | 0,27%       |
| Словенци      | Словенци     |             | 3           | 0,20%       |
| Албанци       | Албанци      |             | 2           | 0,13%       |
| Македонци     | Македонци    |             | 2           | 0,13%       |
| Грци          | Грци         |             | 1           | 0,06%       |
| Пољаци        | Пољаци       |             | 1           | 0,06%       |
| неопредељени  | неопредељени |             | 35          | 2,41%       |
| непознато     | непознато    |             | 23          | 1,58%       |
| укупно: 1.447 |              |             |             |             |